# Српско географско друштво
Српско географско друштво је удружење географа Србије које је основано 7. априла 1910. године. Његов оснивач и творац био је научник Јован Цвијић, који је уједно био и први председник друштва. На самом почетку број чланова био је око 70, да би у 2000-им годинама тај број достигао више од 1.000 редовних и око 200 ванредних чланова.

## Структура
Географско друштво се састоји из два одсека – научног и наставног. Научни се одвија у виду повремених или редовних организација Конгреса и научних скупова српских географа, док се наставни бави наставно-педагошким проблемима географије, њеног положаја у школама, унапређењу и осавремењивању. Тренутни председник Српског географског друштва је др Стеван Станковић, редовни професор Географског факултета Универзитета у Београду у пензији.

## Издања
Српско географско друштво објављује редовне публикације из области географије. Први је „Гласник“ географског друштва који излази од 1912. године, затим часопис „Глобус“, чији је први број изашао 1969. године и „Земља и људи“, научни зборник од 1951. године. Гласник излази четири пута годишње, а последња два једном годишње.

## Признања
Од 1935. године СГД је установило два признања која се додељују за посебне заслуге и допринос географији и науци уопште. То су „Медаља Јована Цвијића“ и „Спомен плакета Српског географског друштва“.

## Досадашњи председници[2]
- Јован Цвијић (1910–1927)
- Стеван Бошковић (1928–1930)
- Павле Вујевић (1931–1933)
- Боривоје Ж. Милојевић (1934–1936)
- Боривоје Ж. Милојевић (1936–1940)

Друштво није радило од 1941. до 1946. године.
- Павле Вујевић (1947–1955)
- Павле Вујевић (1956–1959)
- Боривоје Ж. Милојевић (1959–1962)
- Милорад Васовић (1962–1970)
- Владимир Ђурић (1970–1972)
- Милорад Васовић (1972–1975)
- Душан Дукић (1975–1976)
- Милорад Васовић (1976–1978)
- Душан Дукић (1978–1982)
- Владимир Маричић (1982–1984)
- Душан Гавриловић (1984–1986)
- Милован Радовановић (1986–1988)
- Томислав Ракићевић (1988–1990)
- Јован Илић (1990–1996)
- Стеван М. Станковић (1996–2000)
- Павле Томић (2000–2004)
- Марина Тодоровић (2004–2008)
- Стеван М. Станковић (2008–2012)
- Мирко Грчић